# Le Le
Le Le (spreek uit: [lə.lə]) is een Nederlandse popgroep die zich bezighoudt met Nederlandse, Franse en Duitse popmuziek. De groep bestaat uit Pepijn Lanen, Piet Parra en Rimer London. Le Le had begin 2008 een bescheiden culthit met de single "Skinny Jeans".

## Biografie
Pepijn Lanen, die ook bekend is als rapper van de Jeugd van Tegenwoordig, was regelmatig in de geluidsstudio's te vinden en ontmoette daar Piet Parra en Rimer London. De artiesten besloten hun Europese project te realiseren en brachten in 2007 een Franstalige ep en drie videoclips uit op Magnetron Music. Het is een Europees album met Franse, Duitse, Engelse en Nederlandse tracks. In 2008 kwam hun debuutalbum, genaamd "Flage". Deze plaat leverde goede recensies en verbaasde reacties op, met cult- en clubhits, zoals "Breakfast". Le Le wordt achter de schermen bijgestaan door Magnetron-baas/manager Kostijn Egberts, zoals hij dat ook doet bij De Jeugd Van Tegenwoordig.

## Discografie

### Albums en ep's
| Album met eventuele hitnotering(en) in de Nederlandse Album Top 100 | Datum van verschijnen | Datum van binnenkomst | Hoogste positie | Aantal weken | Opmerkingen   |
| ------------------------------------------------------------------- | --------------------- | --------------------- | --------------- | ------------ | ------------- |
| La Bouche                                                           | 2007                  | -                     |                 |              | Ep            |
| Flage                                                               | 2008                  | 30-08-2008            | 30              | 1            |               |
| Marble                                                              | 2009                  | -                     |                 |              | Ep            |
| Disco Monster & The Remixes                                         | 02-12-2009            | -                     |                 |              | Remix-ep      |
| Number One Girl                                                     | 2010                  | -                     |                 |              | Remix-ep      |
| Le Classics                                                         | 2010                  | -                     |                 |              | Verzamelalbum |
| Party time                                                          | 16-03-2012            | 24-03-2012            | 24              | 2            |               |
| Le Mikro Collection                                                 | 07-05-2015            | -                     |                 |              | Instagram-ep  |
| De 3                                                                | 25-06-2015            | -                     |                 |              | Ep            |
| Flapped Sadly In Our Faces                                          | 28-08-2015            | -                     |                 |              |               |
| Clueleless                                                          | 12-04-2019            | -                     |                 |              | Ep            |

### Singles
| Single met eventuele hitnotering(en) in de Nederlandse Top 40 | Datum van verschijnen | Datum van binnenkomst | Hoogste positie | Aantal weken | Opmerkingen                 |
| ------------------------------------------------------------- | --------------------- | --------------------- | --------------- | ------------ | --------------------------- |
| Hard                                                          | 2006                  | -                     |                 |              |                             |
| Skinny jeans                                                  | 2008                  | -                     |                 |              | Nr. 91 in de Single Top 100 |
| Breakfast                                                     | 2008                  | -                     |                 |              |                             |
| Luxe benen                                                    | 2009                  | -                     |                 |              |                             |
| Slotmachine & We Are Le Le                                    | 2009                  | -                     |                 |              |                             |
| Neen                                                          | 2012                  | -                     |                 |              |                             |
| Styrofoam People                                              | 2015                  | -                     |                 |              |                             |

### Overige nummers
- 2009 - Golden Boy
- 2009 - Disco Vraiment
- 2010 - Kni Kna Knallen
- 2012 - I Will Always Love You (Whitney Houston-cover)
- 2012 - No (Engelse versie van Neen)
- 2013 - Eyes Closed (heruitgebracht op Flapped Sadly In Our Faces in 2015)